# George Lyttleton-Rogers
Pour les articles homonymes, voir George Rogers et Rogers.
George E. Lyttleton-Rogers, né le 10 juillet 1906 à Athy, dans le comté de Kildare, et mort le 19 novembre 1962 à Los Angeles, est un joueur de tennis irlandais.

## Carrière
Il joue pour l'Irlande en Coupe Davis, 49 matchs de 1929 à 1939.
Il joue dans des tournois du Grand Chelem de 1928 à 1942.
Il est quart de finaliste à Roland-Garros en 1930 (défaite contre Bill Tilden), et 1932 (défaite contre Marcel Bernard). Champion du Canada en 1930, il a également disputé trois fois consécutivement la finale du tournoi de Monte-Carlo.
Installé en France, il joue l'essentiel de ses tournois sur la Côté d'Azur et en Italie. Représentant des clubs français, il a été assimilé 6e joueur au classement national en 1932 et 4e en 1933. En juin 1940, il s'installe aux États-Unis, dispute à 3 reprises l'US Open et devient professionnel après-guerre.

### Titres en simples
- Chiberta 1930[1]
- Ciotat 1930
- Canadian championships 1930
- Bordighera 1931
- Cannes Beau Site 1931
- Cannes New courts club 1931
- Cannes Carlton 1931
- South of France championships 1931
- Mediterranean championships 1933
- Cannes Beau Site 1933
- South of France championships 1933
- South of France championships 1934
- Cannes championships 1938
- Welsh championships 1938

### Finales en simples
- Beaulieu Second meeting 1929
- Saint Raphael 1930
- Cannes Beau Site 1930
- Monegaque championships 1930
- South of France championships 1930
- Nice Second meeting 1930
- Cannes Gallia 1931
- San Remo 1932
- Bordighera 1933
- Cannes championships 1933
- Bordighera 1938
- Cannes Gallia 1938
- Irish championships 1938
- Cannes Carlton 1939
- Monte Carlo 1939